# Jankowo
Jankowo [pronunciación en polaco: /janˈkɔvɔ/] (en alemán: Ankendorf) es un pueblo en el distrito administrativo de Gmina Świątki, dentro del Distrito de Olsztyn, Voivodato de Varmia y Masuria, en el norte de Polonia. Se encuentra aproximadamente 4 kilómetros al noreste de Świątki y 22 kilómetros al noroeste de la capital regional, Olsztyn.